# Anna Saliente
Anna Saliente Andrés (Barcelona, 28 de agosto de 1991) es una política española miembro de la Candidatura de Unidad Popular (CUP) y de Endavant OSAN. 

## Trayectoria
Nació en Barcelona en el barrio del Baix Guinardó. 
Empezó su actividad política en el movimiento estudiantil cuando estudiaba sociología en la Universidad Autónoma de Barcelona. en 2013 se trasladó al barrio de Horta y empezó a colaborar con la CUP de Horta-Guinardó donde empezó a militar meses más tarde. 
En los últimos años ha sido miembro del secretariado municipal en el área de Organización y Democracia Interna y en la de Feminismo y LGBTI. También ha sido representante en ocasiones en el consejo político de la CUP en el ámbito nacional. 
En la actualidad es militante de la CUP y de Endavant OSAN. También es portavoz de la asociación "Genera" organización que defiende la prostitución como "trabajo sexual".
En el ámbito profesional trabaja en la defensa de los derechos de las mujeres prostituidas. Previamente había trabajado en el sector servicios como dependienta.
En 2018 elaboró para el Ayuntamiento de Barcelona un protocolo contra las «agresiones machistas» en el ámbito del ocio nocturno en 2018.
En febrero de 2019 fue elegida candidata de la CUP a la alcaldía de Barcelona en las elecciones municipales previstas para mayo de 2019. Participaron en la votación unas seiscientas personas —militantes de la CUP y organizaciones de apoyo—. Se eligió para el segundo y tercer puesto de la lista municipal a Jordi Magrinyà y Marga Olalla. En su intervención tras ser elegida candidata anunció que el programa político que presentaría sería continuidad y similar al presentado en  2015. A pesar de las expectativas, en las elecciones se quedó lejos de alcanzar el 5% de votos necesario para obtener representación y la CUP perdió los 3 concejales que tenía.